# Tomasz Łużecki
Tomasz Łużecki herbu Lubicz (zm. w 1688 roku) – podkomorzy wendeński w latach 1681–1688, podczaszy bielski w latach 1664–1681.
W 1674 roku był elektorem Jana III Sobieskiego z województwa podlaskiego.